# Онкологическая электромагнитная терапия
Онкологическая электромагнитная терапия (ЭМТ) — лечение онкологических заболеваний с применением электромагнитных полей.

## Классификация и терминология

### Диапазоны электромагнитной терапии
В онкологической ЭМТ применяются как постоянные (стационарные, СЭМП), так и переменные электромагнитные поля (ПЭМП, электромагнитное излучение). В целях лечения, под электромагнитным понимается неионизирующее излучение  (ионизирующее излучение является предметом лучевой терапии). В рамках неионизирующего излучения выделяют радиоволновой и оптический диапазоны, а в рамках радиоволнового — собственно радиочастотный и микроволновой.

### Виды электромагнитного сопряжения
Источником излучения в радиоволновом диапазоне является радиочастотный колебательный контур , схематически состоящий из катушки индуктивности, конденсатора (ёмкости), антенны и соединяющих проводников. ЭМ энергия в каждой половине цикла попеременно запасается в магнитном поле катушки или в электрическом поле конденсатора и покидает контур посредством излучения с антенны. Задачей ЭМТ является передача РЧ-энергии из колебательного контура в тело пациента (сопряжение ). Эта задача может решаться несколькими способами.
- Ёмкостное сопряжение  осуществляется в ёмкостной части контура (конденсатор): энергия электрического поля передаётся посредством реполяризационного нагрева диэлектрика, селективность нагрева обеспечивается различиями в диэлектрической проницаемости (ε). В чистом виде присутствует в совершенном диэлектрике (не обладающем проводимостью).
- Кондуктивное (резистивное) сопряжение  осуществляется в проводящей части контура (резистор): энергия электрического поля передаётся посредством джоулевого нагрева  проводника, селективность нагрева обеспечивается различиями в сопротивлении (R). В чистом виде присутствует в совершенном проводнике (не обладающем ёмкостью).
- Импедансное сопряжение — комплексное сопряжение несовершенного диэлектрика. Поскольку любой биологический объект является несовершенным диэлектриком, то есть обладает одновременно ёмкостью и проводимостью, он характеризуется комплексным сопростивлением — импедансом. Энергия передаётся как посредством джоулевого нагрева, так и реполяризацией диэлектрика; селективность нагрева обеспечивается различиями в импедансе (Z), имеющем ёмкостную и резистивную составляющие.
- Индуктивное сопряжение  осуществляется в индуктивной части контура (катушка индуктивности): энергия магнитного поля передаётся посредством возбуждения наведённых вихревых токов в проводящих средах, селективность нагрева обеспечивается различиями в магнитной проницаемости (μ).

Эти виды сопряжения реализуются в пределах ближнего поля , когда расстояние до объекта меньше длины волны, т. е. в радиочастотном диапазоне (<300 МГц). Биологический объект непосредственно взаимодействует c РЧ-контуром (является его частью).
- Излучательное (электромагнитное) сопряжение  осуществляется в дальней области электромагнитного поля , т. е. когда расстояние до объекта превышает двойную длину волны. Энергия электромагнитного поля передаётся посредством абсорбции плоской волны, селективность нагрева обеспечивается различиями в коэффициенте поглощения электромагнитной энергии (SAR). Используется в УКВ-диапазоне и оптическом диапазоне.

### Виды онкологической электромагнитной терапии
В зависимости от вида сопряжения выделяют несколько видов ЭМТ:
- Электротерапия (кондуктивное сопряжение):
  - Гальванизация (постоянный ток) — электрохимическая терапия[1] (тж. электроканцерная терапия (Норденстрем)[2][3]);
  - Собственно электротерапия (переменный ток) — электрохирургия, радиочастотная термоабляция ;
- Электрополевая терапия:
  - Электростатическая (постоянное поле) — электропорация, электропермеабилизация (электрохимиотерапия , электрогенная трансфекция );
  - Собственно электрополевая терапия (переменное поле, ёмкостное и импедансное сопряжение) — противоопухолевые поля (TTF) , модулированная электрогипертермия, температурная гипертермия;
- Магнитотерапия (индуктивное сопряжение):
  - Статическая магнитотерапия (магнитная индукция) — не применяется в конвенциональной медицине;
  - Собственно магнитотерапия (электромагнитная индукция) — гипертермия (в настоящее время не применяется);
- Собственно электромагнитная терапия (излучательное сопряжение) — температурная гипертермия, микроволновая высокоинтенсивная термотерапия (TURF, TUMT ), микроволновая термоабляция , фотодинамическая терапия, лазерная термотерапия .

### Термические и нетермические эффекты электромагнитной терапии
Поглощение энергии электромагнитного поля клетками и тканями может приводить к повышению температуры или выполнению работы; во втором случае только часть энергии направляется на повышение температуры (пропорционально КПД процесса). Ожидаемый эффект ЭМТ может быть связан или с нагревом (повышением макроскопической температуры) (термозависимый эффект), или с выполнением работы по модификации/разрушению клеток и тканей (нетермозависимый эффект). При этом нетермозависимость эффекта не означает отсутствия нагрева, поскольку КПД работы значительно ниже 100%, а наличие нагрева не эквивалентно термозависимости эффекта, поскольку часть энергии неизбежно затрачивается на выполнение работы (КПД нагрева также значительно ниже 100%). Таким образом, любой вид ЭМТ является сочетанием термозависимых (определяемых повышением температуры биологического объекта) и нетермозависимых (не зависящих от температуры биологического объекта) эффектов; их соотношение определяется КПД процесса.
На раннем этапе развития ЭМТ значение и само существование нетермозависимых эффектов в области высокочастотных полей отрицалось, что привело к формированию "термальной догмы", сводившей воздействие высокочастотной ЭМТ исключительно к нагреву. В настоящее время нетермозависимые эффекты высокочастотной ЭМТ достоверно показаны и широко используются в медицине и онкологии.

## История онкологической электромагнитной терапии

### Электромагнитная терапия до 1950 г.: радиочастотная эра и формирование «термальной догмы»
Начало электромагнитной терапии (ЭМТ) положили работы Николя Теслы в США и Арсена д’Арсонваля во Франции. Оба считали основным действующим механизмом непосредственное воздействие переменных электромагнитных полей (ПЭМП) на ткани и клетки, а неизбежный нагрев тканей рассматривали как нежелательный эффект.
д’Арсонваль считается «отцом» ЭМТ, поскольку всесторонне исследовал ёмкостной и индуктивный методы ЭМТ и является автором первой технологии ЭМТ, названной по его имени дарсонвализацией. Для снижения «нежелательного нагрева» и повышения «полевых эффектов» в дарсонвализации применялось высокое напряжение при низкой силе тока.
Тесла и д’Арсонваль не создали приемлемой концепции механизма действия ПЭМП, а также на смогли предоставить доказательств нетермических эффектов. д’Арсонваль пытался показать его на бактериях и токсинах, а Тесла сообщил о нетермическом летальном воздействии высокочастотных полей на Mycobacterium tuberculosis, но результаты были неубедительными.
Около 1905 г. Фон Зенек изобрел диатермию, первую технологию электромагнитной термотерапии, направленную исключительно на нагрев тканей, для чего применялась высокая сила тока при низком напряжении. Между 1910 и 1920 гг. диатермия сформировалась в её классическом виде как метод глубокого, преимущественно ёмкостного нагрева с частотой 0.5-2 МГц и силой тока 1-3 A. В отличие от дарсонвализации, термотерапия имела простую, понятную и очевидную концепцию, основанную на повышении кровотока, с непосредственно наблюдаемым спазмолитическим и быстрым трофическим эффектом.
Быстрое развитие диатермии связано в основном с именем Нагельшмидта, который впервые заявил, что нагрев является единственным эффектом ЭМП. С этого момента началась борьба термической и нетермической концепций ЭМТ. Ввиду отсутствия доказательств, уже в 20-х гг. нетермическая концепция эффекта ПЭМП стала считаться ненаучной.
В 1920 г. был изобретен магнетрон, что позволило получать частоты до 150 МГц и открыло радиочастотную (РЧ) эру в электромедицине. В 1928 г. было обнаружено, что температура тела вблизи коротковолновых излучателей повышается на 2-3 градуса. Так был открыт излучательный метод нагрева. В 1931 г. Уитни, вице-президент "Дженерал Электрик", разработал "Радиотерм", первое специализированное гипертермическое устройство c рабочей частотой около 20 МГц.
Происхождение и сущность гипертермии
 Гипертермия как способ "перегрева" тканей сверх физиологического лихорадочного максимума 41°С выделилась из т. н. "фебрильной (лихорадочной) терапии", известной с конца XIX века. В 20-х гг. XX века гиперпирексия была идентифицирована как самостоятельный лечебный фактор фебрильной терапии, что привело к развитию электромагнитных методов внешнего нагрева. Рождение термина "гипертермия" связано с изобретением известным американским изобретателем и филантропом Кеттерингом первой системы для общей гипертермии "Гипертерм", получившей широкое распространение в США. С 60-х гг. XX века гипертермия рассматривается как самостоятельный метод.
После 1920 г. нетермические эффекты ЭМП были многократно показаны в РЧ-диапазоне как in vitro, так и in vivo. Наибольшую известность получили работы американского хирурга Шерешевского. В 1926 г. он сообщил о летальном эффекте РЧ-поля с частотой 8.3-135 МГц на мышей с максимумом при 20-80 МГц и без существенного нагрева, и предположил специфический нетермический эффект РЧ-полей, основанный на высокочастотной вибрации. Получив должность в медицинской школе Гарварда, Шерешевский продолжил исследования, и в 1928 г. сообщил о разрушении опухолевых трансплантатов у мышей, вновь без существенного нагрева. При 67 МГц частота полной ремиссии в опытной группе составила 23% против 0% в контрольной группе, а излучение с частотой 135 МГц не обнаружило противоопухолевого эффекта. Шерешевский сделал вывод о наличии опухоль-разрушающего диапазона частот 20-80 МГц.
Работы Шерешевского вызвали сильную «термическую» оппозицию. В 1927-1929 гг. Кристи с соавт. из Фонда Рокфеллера опубликовал серию статей по диатермии. Итоговый тезис звучал так: «Каждый, кто говорит о любых других биологических эффектах высокочастотных токов, кроме термопродукции, должен доказать это». Этот тезис стал официальной позицией электромагнитной медицины ("термальная догма").
Критика работ Кристи
Выводы Кристи с соавт. о термозависимости эффекта РЧ-полей были сделаны на основании необоснованных умозаключений и игнорирования фактов. В частности, они обнаружили, что летальность поля в диапазоне 8-50 МГц была приблизительно равной, но резко снижалась после 50 МГц, и объяснили это «какими-то изменениями диэлектрической константы мыши», которые предположительно привели к снижению «тока, индуцированного в мыши». Сегодня ошибочность этого суждения очевидна, поскольку известно, что проводимость тканей (и сила тока) растет по мере роста частоты ЭМП. Таким образом, вывод о том, что снижение эффективности частот выше 50 МГц связано со снижением термопродукции, полностью неверен. Тот факт, что термопродукция а растворе NaCl не уменьшалась, а росла при частотах свыше 50 МГц в той же степени, в которой снижалась летальность у мышей, не получил объяснений.
Дизайн исследования был неудовлетворительным. Попытка одновременно исследовать влияние 4 различных факторов – частоты, силы тока, времени воздействия и расстояния между электродами, – причем в двух вариантах — прижизненно и посмертно, — привела к тому, что группы были слишком малы (2-10 мышей, в среднем 5±2.6) для получения достоверных отличий. Вследствие несбалансированности групп, все данные носят фрагментарный характер. Термометрия была крайне несовершенной, что признают сами авторы. Не было статистической обработки данных, за исключением вычисления средних, хотя методы корреляционного анализа были в деталях описаны Пирсоном еще в начале XX века и уже широко применялись в 20-е гг. Как следствие, авторы не пытались обнаружить тенденций, даже если они были явно видны: например, очевидна тенденция снижения летальной температуры по мере увеличения силы тока и при повышении частоты.
 В целом, исследование Кристи с соавт. отличалось низкими качеством и достоверностью, усугубленными неполным и некачественным анализом и предвзятостью интерпретации результатов. Отвергнуть на основе полученных ими данных возможность существования нетермических эффектов было невозможно.
В 1933 г. Шерешевский, будучи под сильным «термальным» давлением, отказался от своей «ненаучной» точки зрения и признал термическую сущность своих открытий.
Результаты Шерешевского и Кристи с современной точки зрения
 Накопление данных о нетермических эффектах после 1920 г. с современной точки зрения представляется естественным, поскольку максимум нетермических эффектов РЧ-полей находится в диапазоне 10-50 МГц. Наличие четко выраженной внешней границы летального и противоопухолевого эффекта РЧ-полей, отмеченное как Шерешевским (80 МГц), так и Кристи (50 МГц) соответствует современному представлению о верхней границе диапазона бета-дисперсии. Выводы Кристи об исключительной термозависимости эффекта РЧ-полей несостоятельны.
В 1928 г. немецкий физик Эрвин Шлипфаке разработал т. н. «коротковолновую терапию», первую коммерческую нетермическую технологию. В 1932 г. в Германии вышла монография «Коротковолновая терапия», которая уже в 1935 г. была переиздана в Англии, а всего выдержала в Германии 6 переизданий (до 1960 г.) Широкое использование метода и аппарата Шлипфаке в США привело к вмешательству Американской медицинской ассоциации (АМА) в 1935 г.: «огромные продажи нового типа высокочастотных устройств» обсуждались в предварительном докладе физиотерапевтического совета и было заявлено, что широкое использование этих устройств может привести только к недостаточным результатам и дискредитации диатермии как полезного метода лечения. Окончательный отчёт вновь подтвердил позицию медицинского сообщества, состоящую в исключительно термическом эффекте ЭМП.
В 1933 г. Рейтер сообщил о нетермическим РЧ-эффекте на метаболизм опухолей in vitro, что вызвало два ответа лидеров мнений в Nature в 1936, вновь подтвердивших официальную позицию медицинского сообщества, состоящую в отсутствии специфических нетермических эффектов РЧ-полей.
В конце 30х гг. «нетермическое сопротивление» было окончательно сломлено, "термальная догма" стала основой ЭМТ.
В 1937 г. был изобретен триод и модернизирован магнетрон, а в 1939 братья Вариан в Стэнфорде разработали первый клистрон. Эти изобретения позволили получить излучение гигагерцового (УВЧ) диапазона, и открыли микроволновую эру, но с 1940 г. магнетроны и клистроны стали недоступными для медицинских целей: приближалась война и все силы были брошены на разработку радаров, поэтому первые работы по микроволновой диатермии появились только в начале 50х гг., после Второй мировой войны.
Таким образом, в конце 30х гг. все известные методы ЭМТ были известны и использовались на практике; теплопродукция была окончательно признана единственным биологическим эффектом высокочастотных полей; началось применение гипертермии в качестве самостоятельного метода лечения; были продемонстрированы нетермические эффекты РЧ-полей и первая нетермическая РЧ-технология получила широкое распространение, не будучи признанными официальной наукой.
Несмотря на большое количество доказательств нетермических эффектов ПЭМП, официальной позицией стала «термальная догма»: единственным эффектом ВЧ ПЭМП признавался нагрев, а значимость и само существование нетермических эффектов отрицались.

### Электромагнитная терапия после 1950: микроволновая эра

#### Электромагнитная терапия в 1950-1985 гг.

##### Совершенствование микроволновой технологии
С 1948 по 1953 гг. было опубликовано несколько работ по микроволновой диатермии, после чего последовала длительная пауза, вызванная обнаружением побочных эффектов микроволн – катаракты у собак и кроликов и тестикулярной дегенерации у крыс. Одновременно были получены доказательства опасности микроволн в промышленности и армии. Как следствие, с 1953 по 1960 исследовательская активность в области микроволн полностью сместилась с медицинского применения на разработку стандартов безопасности. В 1957-1960 гг. в США под эгидой Министерства обороны США выполнялась так называемая «тройная программа» (Tri-Service program) по разработке стандартов безопасности микроволнового воздействия.
Основной вклад в развитие теории биологических эффектов ПЭМП внес Герман Шван, немецкий физик на контракте Министерств обороны США. Около 1953 г. Шван начал систематическое исследование механизмов поглощения микроволнового излучения тканями и обнаружил, что оно неравномерно и зависит от частотных свойств тканей и их компонентов. Шван показал, что микроволновое воздействие должно основываться на точных биофизических расчетах, и что «эффективность существующих микроволновых устройств непредсказуема с практической точки зрения», а экспериментальные методы крайне сомнительны. Электромагнитная медицина требовала адекватной биофизической базы, которая ещё не была создана. Как очевидно из материалов симпозиума по биологическим эффектам микроволн, прошедшего в июне 1970 в Ричмонде (США), в то время существовали только начальные представления о предмете, которые подлежали уточнению во всех направлениях. Зюскинд фигурально сравнил микроволновые устройства того времени со «стрельбой из пушки в темной комнате». Создание научной базы микроволновой терапии было в основном закончено к начале 80-х гг., когда была создана теория взаимодействия высокочастотных ПЭМП с биологическими тканями и определены диэлектрические свойства различных тканей и органов.

##### Прогресс нетермических исследований
Смещение акцента с прикладных исследований на фундаментальные привело к быстрому накоплению данных о нетермических эффектах ПЭМП.
В 1951 Пол обнаружил, что диэлектрические частицы в ПЭМП движутся в направлении градиента ПЭМП. Этот феномен получил название диэлектрофореза (ДЭФ). В 1966 г. Пол использовал ДЭФ для разделения живых и мертвых клеток, а в 70-х метод был разработан в деталях и введён в широкую практику.
В 1959 г. исследователи клиники Мейо переоткрыли ориентировочный эффект ПЭМП, ранее описанный Мут и Лебесны): капельки жира в разведённом молоке выстраивались в цепи под действием высокочастотного тока. Этот эффект получил название «жемчужных нитей» и был необъясним с тепловой точки зрения. Хеллер с соавт. описали эффект выстраивания в линию одноклеточных микроорганизмов вдоль или поперек силовых линий поля (в зависимости от частоты) под действием слабого ПЭМП, а также развитие хромосомных аномалий, аналогичных воздействию ионизирующего излучения и антимитотических агентов, после 5-минутного нетермического воздействие ПЭМП на эмбрионы чеснока, и предположили, что причиной этого является ориентировочный эффект ПЭМП.
В 1959 г. было опубликовано исследование Хамфри и Сила по применению для лечения рака постоянного тока, давшее начало развитию гальванотерапии рака (хотя уже работы конца XIX в. демонстрируют вполне зрелое понимание этой технологии). В 1978 г. Норденстрём сообщил о первых клинических результатах применения гальванизации, названной им «электроканцерной терапией», при раке лёгких.
В 1970 г. Парею и Сикар обнаружили эффект слабого (10-200 мА) низкочастотного переменного тока (50Гц) на Escherichia coli. В 1992 г. этот эффект был переоткрыт канадскими исследователями и назван «биоэлектрическим эффектом» (БЭЭ).
В 1972 г. Ньюман и Розенбек обнаружили повышение проницаемости мембран после импульса постоянного тока, что привело к развитию технологии электропорации (ЭП). Она была теоретически обоснована Кроули и Циммерманом в 1973-1974 гг. и с середины 70-х гг. прочно вошла в арсенал клеточной биологии как метод трансфекции (даже в 1977 г. обсуждение электроразрыва мембран начинается с обоснования нетермического характера этого эффекта). В 1989 г. Чанг применил для электропорации переменный РЧ-ток и получил более эффективную трансфекцию при существенно меньшей доле необратимого клеточного повреждения.
В 1982 г. Шван суммировал имеющиеся на тот момент данные о нетермических эффектах ПЭМП и выделил следующие феномены: 1) образование «жемчужных нитей», 2) пространственная ориентация несферических частиц и клеток, 3) диэлектрофорез, 4) деформацию клеток, 5) разрушение клеток, 6) слияние клеток, 7) вращение клеток.

##### Развитие гипертермии
Начиная с 1965 г. началось развитие современной гипертермии, инициированное в основном работами Манфреда фон Арденн. К 1985 г. гипертермия стала мейнстримом ЭМТ и рассматривалась как универсальный химио- и радиомодификатор и потенциальный четвёртый базовый метод лечения рака (См. Онкологическая гипертермия).
Ошибки раннего этапа гипертермии
 С современной точки зрения очевидно, что формирование феномена современной онкологической гипертермии стало результатом фундаментальных ошибок раннего этапа её развития. Первой такой ошибкой стало открытие фон Арденном "диапазона практически бесконечной селективности при лечении рака экстремальной гипертермией", создавшее представление о широком терапевтическом диапазоне и высокой селективности метода. Второй ошибкой стало утверждение о возможности высокоселективного нагрева опухолей: сообщалось о возможности перегрева опухолей на 5-10°С выше температуры окружающих здоровых тканей. Наличие огромного терапевтического диапазона в сочетании с высокой селективностью нагрева создавали возможность получения практически идеального способа лечения рака, следствием чего стала международная "гипертермическая лихорадка", продолжавшаяся до середины 90-х гг., когда провал гипертермических рандомизированных исследований в США и Европе показал несостоятельность этих представлений. В настоящее время считается, что принципиальных различий в термочувствительности между здоровыми и злокачественными клетками нет, а возможности селективного нагрева крайне ограничены: градиент температур между опухолью и окружающими здоровыми тканями не превышает 1°С, а во многих случаях окружающие ткани нагреваются сильнее опухоли. Как следствие, основной проблемой гипертермия является отсутствия терапевтического диапазона.

#### Электромагнитная терапия после 1985 г.

##### Опровержение термальной догмы
"Термальная догма" де факто дезавуирована: после получения нетермической технологией противоопухолевых полей (TTF) в 2011 г. разрешение FDA на клиническое применение реальность и эффективность нетермических технологий более не подлежит сомнению. В 2009 г. на примере технологии модулированной электрогипертермии было объективно показано in vivo, что вклад нетермических эффектов в суммарный клинический эффект при электромагнитном нагреве может в 2-3 раза превышать вклад собственно температуры.

##### Стагнация гипертермии и прогресс высокоинтенсивной термотерапии
В области гипертермии (41-45°С) температурная концепция исчерпала себя и стагнирует с начала 90-х гг.
Напротив, технологии высокоинтенсивной термотерапии (ВИТТ) и термоабляции (ТА) активно развивались. Ряд технологий ВИТТ-ТА вошли в клиническую практику, в частности:
1. электрохирургия;
2. радиочастотная термоабляция ;
3. микроволновая термоабляция ;
4. лазерная термотерапия ;
5. высокоинтенсивная термотерапия (напр., трансуретральная микроволновая термотерапия  (TUMT[74][75]) или трансуретральная радиочастотная термотерапия (TURF[76]).

В результате, начиная с 2000-х гг. интересы термотерапии переместились в область высокоинтенсивной термотерапии, а температурная гипертермия окончательно ушла с передовой линии исследований в онкологии, так и не войдя в клиническую практику.

###### Современное состояние и перспективы онкологической гипертермии
Хотя дальнейшее развитие гипертермии в рамках температурной концепции представляется невозможным (См. Онкологическая гипертермия), температурная гипертермия продолжает существовать как экспериментальная дисциплина без определённых перспектив клинического применения. Перспективы развития онкологической гипертермии связаны с развитием нетермозависимых гипертермических технологий и, возможно, внедрением таргетных ферромагнитных препаратов (пока прогресса в этой области нет).

##### Нетермический ренессанс
Начиная с 1980-x гг., нетермические эффекты выходят на первый план в электромагнитных исследованиях. Уже в 1981 г. Агентством по защите окружающей среды США и Военно-морским департаментом США был опубликован перечень 3627 исследований по нетермическим биологическим эффектам электромагнитного излучения в диапазоне 0-100 ГГц. Накопленные данные суммированы в ряде фундаментальных обзоров и монографий .
В настоящее время нетермические эффекты можно классифицировать следующим образом:
1. пондеромоторные эффекты :
  1. диэлектрофорез ;
  2. вращение клеток и ядер;
  3. ориентировочный эффект (формирование «жемчужных нитей»);
2. мембранотропные эффекты:
  1. электропермеабилизация ;
  2. электропорация;
  3. слияние клеток ;
  4. изменение трансмембранного транспорта;
  5. изменение структуры мембран;
  6. разрушение мембран ;
3. молекулярные эффекты, вызванные прямым влиянием ПЭМП на макромолекулы:
  1. генотропный эффект на ДНК;
  2. протеинотропные эффекты.

Суммирование этих микроэффектов ведёт к развитию нетермических макроэффектов:
1. торможение клеточной пролиферации;
2. гибель клеток :
  1. некроз ;
  2. апоптоз ;
  3. «митотическая катастрофа» ;
3. расстройства микроциркуляции.

Пондеромоторые эффекты  ПЭМП наиболее изучены, понятны и широко применяются.
Доказана способность ПЭМП подавлять клеточную пролиферацию и показан резонансоподобный характер этого эффекта. Барбо́ с соавт. обнаружил в диапазоне от 0.1 Гц до 114 кГц 1524 частоты, подавляющие рост опухолей. Выполняется рандомизированное клиническое исследование по применению амплитудно-модулированных ЭМП низкой мощности для лечения рака. Недавно получившая разрешение FDA технология «противоопухолевых полей» (Tumor Treating Fields, TTF ) эффективно подавляет опухолевый рост при частоте 100 кГц. Антипролиферативный эффект ПЭМП объясняется на основе субклеточного пондеромоторного эффекта (диэлектрофоретические силы подавляют сборку митотического веретена) либо мембранотропного эффекта (деление клетки связано со снижением мембранного потенциала, но под влиянием ПЭМП мембранный потенциал делящейся клетки растет вследствие быстрых нелинейных процессов гиперполяризации и деполяризации, что подавляет пролиферацию), либо резонансного эффекта. Вне зависимости от объяснения, эффект доказан объективно.
Показана значительная (13.5̥%) и достоверная (p<0.001) способность субтермального (ΔT<0.1 °C) 24-часового воздействия слабого (0.023 W/kg) пульсирующего сигнала с частотой 2.2 GHz уменьшать количество клеток нейробластомы NB68  в культуре и смещать клеточный цикл. Технология резистивно-емкостного электропереноса (capacitive-resistive electric transfer, CRET) подавляет злокачественную пролиферацию и стимулирует дифференцировку клеток.
К концу XX века количество нетермических публикаций достигло критической массы (более 20,000 по данным Pubmed), что сделало неизбежным переход к практической реализации. В настоящее время существует ряд установившихся технологий онкологических ЭМТ, основанных на нетермических эффектах ЭМП:
1. электропорация и электропермеабилизация , в том числе электрохимиотерапия  и электрогенная трансфекция ;
2. электрохимическая терапия (гальванизация);
3. электрополевая терапия ;
4. электрогипертермия (единственная гипертермическая нетермозависимая технология);
5. фотодинамическая терапия
6. электромагнитная диагностика

Ряд нетермических технологий коммерциализирован, другие близки к коммерциализации.

###### Коммерциализированные нетермические технологии в онкологии
(на основе с изменениями) 
| Технология             | Торговая марка                                 | Система                                                           | Изобретатель                           | Внедрение                          | Компания                                                                             | Год  |
| ---------------------- | ---------------------------------------------- | ----------------------------------------------------------------- | -------------------------------------- | ---------------------------------- | ------------------------------------------------------------------------------------ | ---- |
| Электропорация         | ECT (Электрохимиотерапия )                     | Cliniporator Архивная копия от 21 августа 2016 на Wayback Machine | LM Mir (Франция)                       | Разрешено в ЕС                     | IGEA Srl Архивная копия от 20 июня 2016 на Wayback Machine (Италия)                  | 1980 |
| Электропорация         | EGT (Gene Electrotransfer )                    | TriGrid                                                           | RM Bernard                             | Разрешение FDA для клин. испытаний | Ichor Medical Systems Inc. (США)                                                     | 1994 |
| Электропорация         | ECT (Электрохимиотерапия )                     | MedPulsar Архивная копия от 13 июня 2016 на Wayback Machine       | GA Hofmann, DP Rabussay, Z Zhang (США) | Разрешено в ЕС                     | Genetronics Biomedical Corp. Архивная копия от 18 июня 2016 на Wayback Machine (США) | 1997 |
| Электрогипертермия     | Онкотермия (модулированная электрогипертермия) | EHY2000, EHY3000                                                  | A Szasz (Венгрия)                      | Разрешено в ЕС, России, Ю. Корее   | OncoTherm Group (Венгрия-Германия)                                                   | 1998 |
| Электрополевая терапия | TTF (Противоопухолевые поля )                  | NovoTTF-100 A                                                     | Y Palty (Израиль)                      | Разрешение FDA                     | NovoCure Ltd (Израиль)                                                               | 2000 |
| Гальванотерапия        | EChT (Электрохимическая терапия)               | NEUFLO                                                            | Schroeppel EA, Kroll MW (США)          | Разрешение FDA для клин. испытаний | Ionix Medical Inc (США)                                                              | 2000 |
| Гальванотерапия        | EChT (Электрохимическая терапия)               | ECTplus                                                           | Н/Д                                    | Разрешено в ЕС                     | CUTH Meditech GmbH (Германия)                                                        | 2006 |
| РЧ-интерферометрия     | Радиочастотная интерферометрия                 | TRIMprob Архивная копия от 15 июля 2016 на Wayback Machine        | C. Verduccio                           | Разрешено в ЕС                     | Selex Galileo (Италия)                                                               | 2003 |

## Проблемы нетермических исследований
По объективным причинам максимальная активность нетермических исследований концентрируется в двух областях: безопасности ПЭМП крайне низкой частоты (КНЧ-ПЭМП, <300 Гц), излучаемых электрическими сетями и оборудованием, и безопасности высокочастотных крайне слабых ПЭМП (КС-ПЭМП), излучаемых сотовыми телефонами. Оба направления обусловлены тем, что старые, термические лимиты безопасности ПЭМП испытывают сильное давление фактов, свидетельствующих о потенциальной опасности нетермических эффектов ПЭМП. В настоящее время как КНЧ-ПЭМП, так и КС-ПЭМП признаны потенциально опасными, но предельные уровни безопасности пока устояли, хотя процесс ещё не закончен.
К сожалению, оба главных нетермических направления исследований бесполезны с медицинской точки зрения: диапазон КНЧ (<300 Гц) находится вне диапазона резонансных частот клеточных, субклеточных и молекулярных структур, который лежит в кило-мегагерцовой области, а мощность КС ПЭМП ниже предела физиологического "шума" 10 мВт/см2.
Пока не до конца понятны и доказаны тонкие, субклеточные механизмы слабых ПЭМП. Предполагается воздействие на ДНК, молекула которой может выступать в качестве фрактальной антенны, обладающей электронной проводимостью и аутосимметрией, способной взаимодействовать с ПЭМП в низкочастотном и радиочастотном диапазонах. Показано, что воздействие крайне слабых ПЭМП (КС-ПЭМП) нетермического уровня на ДНК приводит к экспрессии белков теплового шока (HSP70). Показано, что протеины могут действовать как молекулярные машины, превращающие энергию из одной формы в другую посредством циклических конформационных переходов, и что эти молекулы способны абсорбировать энергию ПЭМП. Это особенно относится к ферментам, функция которых основана на циклических конформационных переходах — в частности, Na+/K+-ATФазе: ПЭМП выступают в качестве внешнего источника энергии, позволяющего смещать реакцию от равновесного состояния. Тем не менее, практическое значение этих механизмов неясно. В многочисленных экспериментах, выполняемых в течение пяти лет, по сравнению влияния микроволнового нагрева на скорость химических реакций в обычном сосуде и в сосуде из карбида силикона, эффективно поглощающего микроволновое излучение, при равенстве температур различий в скорости реакций не обнаружено.
Существенной проблемой является систематическая ошибка нетермических исследований, проистекающая из термальной догмы, и заключающаяся в вынесении нетермических эффектов исключительно в нетермический диапазон, когда отсутствует макроскопическое повышение температуры. Это неверный и бесплодный подход, поскольку термические и нетермические эффекты развиваются одновременно, и, согласно классической сентенции Г. Шван, «невозможно добиться достаточно сильного нетермического эффекта при тех значениях напряженности поля, которые не вызывают существенного нагрева». На основе биофизических критериев показано, что ЭМ-излучение с интенсивностью менее 10 мВт/см2 вряд ли способно вызывать физиологические эффекты посредством нетермических механизмов, поскольку фундаментальной особенностью биологических систем является наличие «шума» как на молекулярном, так и на клеточном уровне, и эффект, вызванный ПЭМП, должен превышать уровень этого повсеместного эндогенного шума, чтобы проявиться. Неудачи предшествующих нетермических технологий связаны с попыткой оставаться «нетермическими», поскольку любое повышение температуры вело к признанию их эффекта термическим. Такой подход представляет опасность также для новых нетермических технологий. Технология онкотермии пока является единственной, осознающей эту проблему, и обоснованно разделяющей вклад температуры и нетермических эффектов в общий эффект при температурах гипертермического диапазона.
Другим аспектом этой систематической ошибки является стремление видеть термальные эффекты даже за пределами термального диапазона: они все равно считаются термальными по своей природе – «слабыми термальными» или «квази-тармальными». Идеи «молекулярного термометра», который регистрирует те изменения температуры, которые не регистрируются термометрией, или «резонансного нагрева в горячих микропятнах» являются яркими примерами этого типа мышления, и по сути превращают отношение «термальных» и «нетермических» эффектов в схоластическую проблему «курицы и яйца». Любой механический процесс сопровождается термодинамическими изменениями, но это не делает его термальным по природе.
Проблема усугубляется тем, что изучение КС-ПЭМП ведётся на пределе чувствительности современных методов, что неизбежно порождает многочисленные ошибки. Новые скрининговые методики транскриптомики, протеомики и метаболомики обладают низкой воспроизводимостью и значительной вариабельностью в обнаружении биологических эффектов ПЭМП со склонностью к ложноположительным результатам.
Существует также ряд субъективных проблем нетермических исследований, в основном вызванных теоретическими и практическими ошибками исследователей. Большое разнообразие и всеобщая распространённость нетермических эффектов создают ложное впечатление, что практически любое электромагнитное воздействие можно использовать для лечения рака, хотя, на самом деле, существует ограниченное количество пригодных для этого комбинаций параметров поля и технологий их применения. Наблюдается тенденция к некритичной экстраполяции различных известных эффектов ПЭМП без учёта мощности и типа поля, хотя не существует ни одного электромагнитного режима, в котором в равной степени представлены все известные эффекты ПЭМП: они распределены во всем диапазоне частот и мощностей, и каждый имеет свой оптимум. Распространённой ошибкой является использование для объяснения эффектов крайне слабых полей пондеромоторных эффектов, которые требуют значительной мощности поля. Демодуляция, молекулярные, атомарные и субатомарные эффекты КС ПЭМП становятся горячей темой в исследованиях, но реальное значение этих, по сути, информационных эффектов спорно.

## Проблема псевдонаучных технологий ЭМТ
Существует ряд технологий ЭМТ, относимых к категории псевдонаучных. Это технологии неконвенциональной (альтернативной) медицины, основанные на применении крайне слабых или крайне низкочастотных полей, или неустановленных (недетектируемых) видов энергии, декларирующие в качестве основных информационно-коммуникационные, резонансные или "энергетические" эффекты, клиническая эффективность которых сомнительна.
Наиболее известными из них являются:
- Биорезонансная терапия
- Электрогомеопатия
- Электрофизиологическая обратная связь Xrroid
- Магнитотерапия (статическое поле)
- "Оргонный аккумулятор" В. Райха
- Генератор Райфа
- Клеточно-специфичное лечение рака (Cell Specific Cancer Treatment (CSCT) a.k.a. Zoetron therapy)

Следует, однако, иметь в виду, что официальная позиция в отношении этих методов изменяется. До 80-х гг. все электромагнитные нетермические методы в онкологии по определению признавались псевдонаучными, так как в соответствии с "термальной догмой" доказанными считались только термальные эффекты высокочастотных электромагнитных полей. Начиная с 80-х гг., развитие теории и практики нетермических методов ЭМТ непрерывно расширяет границы "научной" ЭМТ.  Как следствие, современная позиция Американского Онкологического Общества стала амбивалентной: декларируется, что есть эффективные и неэффективные методы при отсутствии каких-либо технических критериев. Такой подход оставляет возможность того, что эффективность т. н. "неэффективных" методов будет со временем показана, как это случилось, например с нетермическими технологиями на примере технологий "противоопухолевых полей" (TTF)  или переменных магнитных полей (PEMF  и TMS Архивная копия от 17 декабря 2014 на Wayback Machine). Идеи Райфа  об опухоль-специфических резонансных частотах, с 50-х гг. XX века считающиеся классическим примером шарлатанства, в настоящий момент получают второе рождение в работах Барбо с соавт., что в перспективе создаёт возможность признания "научности" биорезонансной терапии.
Национальный центр комплементарной и альтернативной медицины США (NCCAM ) (подразделение "Национальных институтов здравоохранения США" (NIH)) оперирует в отношении неконвенциональных методов ЭМТ только критериями "детектируемой" (veritable — действительной, обнаруживаемой) и "недетектируемой" (putative — мнимой) энергии. В отношении детектируемых технологий ЭМТ критерием потенциальной эффективности может быть мощность излучения: технологии, использующие мощность ниже 10 мВт/см2, т. е. ниже порога эндогенного электромагнитного шума, вряд ли могут быть клинически эффективными. Пока нет оснований говорить о научности методов, основанных на недетектируемых энергиях.